# Vellerat
Vellerat (ancien nom allemand : Weiler) est une localité de Courrendlin et une ancienne commune suisse du canton du Jura, située dans le district de Delémont.

## Histoire
Lors de la création de la République et Canton du Jura en 1979, cette commune favorable à la séparation n'avait pas eu droit au 3e plébiscite du 7 septembre 1975 des communes limitrophes car, pour quelques centaines de mètres, le village n’est pas considéré comme une commune limitrophe. La commune demeure donc attaché au district de Moutier et au canton de Berne.
La commune protesta longtemps et se distingua par plusieurs actions. Le 11 août 1982, les autorités se déclarent « commune libre ». Un poste-frontière est installé à l’entrée du village. Des passeports y sont délivrés. Le village ne participe plus aux scrutins cantonaux bernois et boycotte le recensement fédéral de 1990. Pierre-André Comte, alors maire de l'époque, est condamné pour « insubordination ».
À la suite de l'accord du 25 mars 1994, l'« Assemblée interjurassienne » est créée dans le but de résoudre la Question Jurassienne. Dans la foulée, l'accord du 25 mars octroie le droit d'autodétermination à la commune de Vellerat : la situation se débloque et le processus de transfert est lancé. Une modification de la constitution fédérale fut votée par l'ensemble de la population suisse afin de permettre son transfert dans le Canton du Jura (91,6 % de oui). La commune devient officiellement jurassienne le 1er juillet 1996.
Le 11 juin 2017 les citoyens de Vellerat ont accepté avec 82,6% de « oui », à l'instar de ceux de Rebeuvelier, la fusion de leur commune au sein de celle de Courrendlin au 1er janvier 2019.

## Jumelage
Le village de Vellerat est jumelé avec les  Fourons (Belgique) depuis le 10 septembre 1983. Ce protocole d'amitié est signé de par leur histoire similaire. En 1962, la commune des Fourons, alors majoritairement francophone et rattachée à la province de Liège, fut rattachée à la province de Limbourg (province néerlandophone). Depuis, le mouvement Action fournaise lutte pour un retour de la commune en Wallonie.
Une place y est nommée en son honneur (47° 19′ 12″ N, 7° 22′ 22″ E
).